# Oltremare (parco)
Oltremare è un parco tematico naturalistico-tecnologico, sito presso Riccione, specializzato nella tutela di particolari specie di animali sia della terra e del mare. Le attrazioni sono particolarmente concentrate su ciò che riguarda gli animali degli oceani, ossia sulla presenza di teche, acquari, spettacoli marini e piccole riserve naturali.
Inaugurato nel giugno 2004, il parco è il risultato di un investimento di oltre 80 milioni di euro, realizzato da realtà del territorio: il parco acquatico Aquafan e la riserva marina Delphinarium di Riccione.
L'estensione complessiva del parco è di 110.000 m², di cui 77.000 m² di spazi verdi e 24.000 m² di spazi coperti. Il progetto architettonico è stato curato dal gruppo G.A.Lorenzon, Busby+Association Architects di Vancouver: per i suoi contenuti tecnologici all'avanguardia uniti a una particolare attenzione all'ambiente, è stato premiato con l’Award of Excellence dall’Associazione di Architetti Canadesi.
Oltremare nell'ottobre 2013 è stato acquisito dalla società Costa Edutainment.

## Le aree del parco

### Adventure Island
Si tratta di un'area di 4000 m² dedicata ai bambini, inaugurata nel 2008 grazie a un investimento di 3.000.000 di euro. Essa rappresenta un playground sotto il segno di "Ulisse", la mascotte del parco. Nell'area i bambini possono giocare in modo autonomo o in compagnia degli adulti che li accompagnano in apposite attività. 

### MegaGameLand
È un'area che verrà inaugurata il 1º aprile 2024, in occasione del ventesimo anniversario di Oltremare, costruita all'interno del grande globo di Oltremare dove vi è un'attrazione basata sul programma tv MegaGame DinsiemE e ideata dai DinsiemE. All'interno ci sono elementi del mondo dei DinsiemE, varie attività legate all'attrazione ed oggetti come statue giganti raffiguranti i personaggi. I bambini e le famiglie potranno giocare una vera partita del MegaGame proprio come nella serie tv.

### Pianeta Terra
Pianeta Terra è un percorso visivo e multisensoriale attraverso quattro sale, che consente di rivivere le tappe fondamentali che hanno segnato l’evoluzione del nostro pianeta, da 15 miliardi a 12 milioni d'anni fa.
Nella prima sala un filmato (un tempo in 3D) racconta le fasi della nascita dell’Universo e del Pianeta Terra, introducendo alle sale successive dove, grazie a effetti speciali, è possibile rivivere in prima persona la nascita della vita sul nostro Pianeta, l’estinzione dei dinosauri e la fine dell’ultima glaciazione.

### Darwin, la foresta pluviale
Una cupola di vetro e acciaio racchiude l'ambiente dei rettili giganti, per come si stima potesse presentarsi nel Cretaceo. I visitatori possono immergervisi seguendo gli appositi sentieri, facendo esperimento dell'ambiente caldo e umido in cui vivevano i dinosauri (rappresentati dal Deinonychus) prima che i grandi sconvolgimenti li portassero all'estinzione. Il percorso si chiude con l'attraversamento di una foresta bruciata dalla lava e con la visione delle sagome di alcune impronte di dinosauro riportate sul piano di calpestio.

### Aree marine
Questa sezione è dedicata all'ambiente marino e composta dalla Laguna dei delfini e da Pianeta mare, area dedicata agli abitanti del mare Adriatico.
- Pianeta Mare

Un grande ambiente completamente dedicato all'Adriatico e ai giganti che lo popolano. Si tratta in pratica di una mostra museale molto accurata di balene, delfini, squali, pesci luna e altri grandi vertebrati, ricostruiti in scala reale in resina, fibra di vetro e poliuretano. La realizzazione è stata supervisionata da Maurizio Wurtz di Artescienza, su progetto di Valter Fogato, biologo e illustratore naturalista. Il settore contiene anche un'area speciale dedicata ai bambini.
- La Laguna dei Delfini La laguna dei delfini

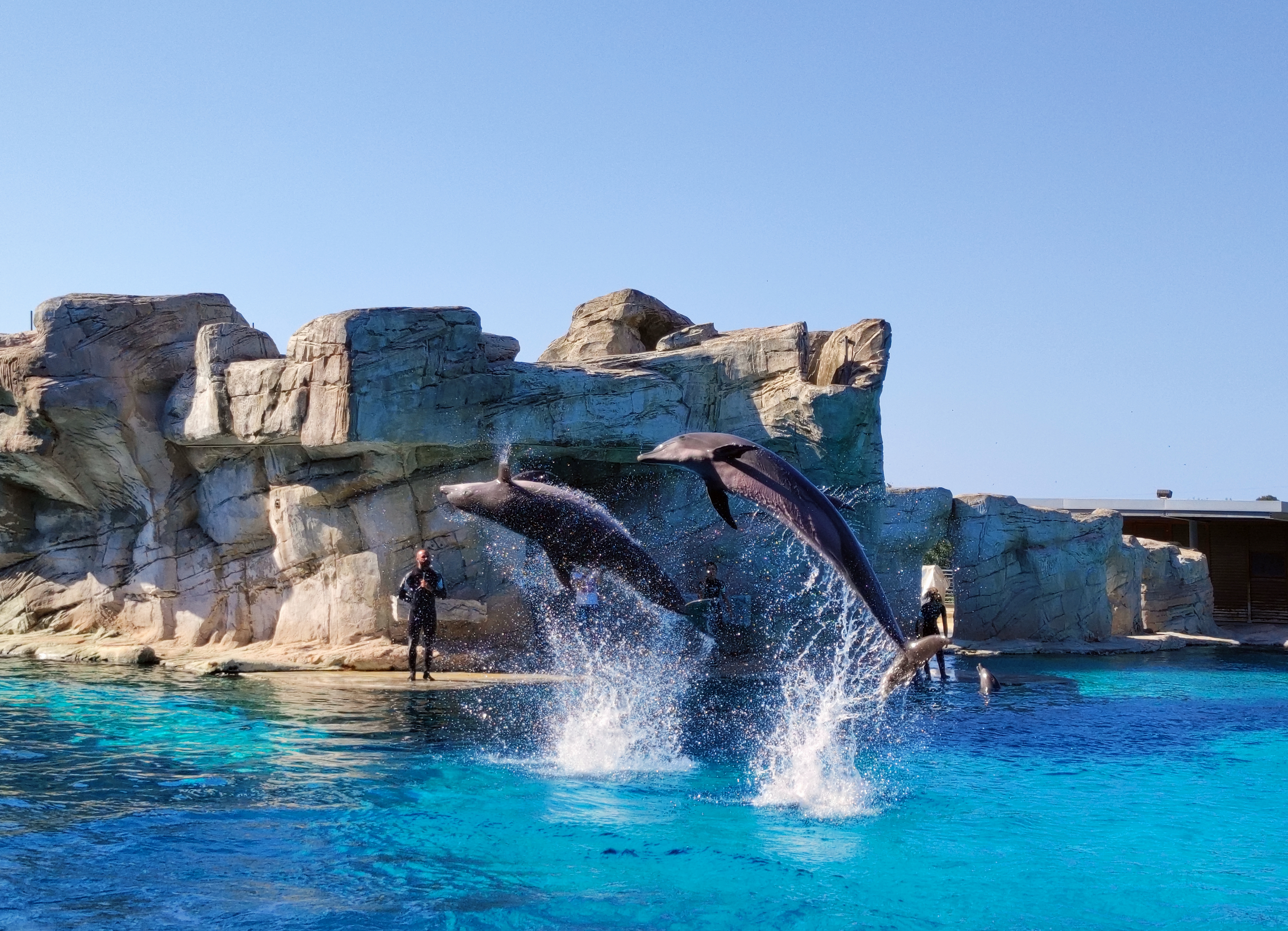
La laguna dei delfini

La laguna dei delfini, ricostruisce un angolo di Adriatico dove i tursiopi di Oltremare si esibiscono davanti al pubblico.
La laguna riproduce l'ambiente marino e si divide in più zone.  Nel 2005 il parco ha ospitato una femmina di grampo chiamata Mary G, spiaggiatasi ad Ancona con la madre poi deceduta. Inserita con i tursiopi, Mary G è morta nel 2012. Durante il mese di agosto 2014, il parco ha registrato anche la nascita del primo esemplare concepito in cattività nelle sue vasche, un cucciolo di tursiope di 23 kg e 115 centimetri. 

### Aree naturali
Oltremare presenta una vasta area dedicata alla natura della terraferma. Le seguenti zone sono:
- Area falchi: dove gli addestratori intrattengono il pubblico con vari tipi di falco che fanno volare per il cielo. La zona contiene anche un piccolo itinerario turistico per la conoscenza più approfondita di queste specie di rapaci.
- Area spettacoli della fattoria: un palcoscenico, simile a quello dell'"area dei delfini", dove è possibile ammirare da vicino esemplari magnifici come l’Ara rossa e verde (Ara chloropterus) e l’Ara blu e gialla (Ara ararauna) e i meno conosciuti Conuri del sole (Aratinga sostizialis).
- Delta: lungo il percorso si possono osservare non solo flora e fauna tipiche del Delta del Po, come per esempio lo Storione (Acipenser sturio), una specie endemica del mare Adriatico in forte contrazione numerica e di areale a causa delle attività antropiche dirette e indirette, ma anche le cosiddette specie “aliene” che molto spesso hanno soppiantato quelle autoctone, come ad esempio il pesce siluro e le testuggini palustri dalle orecchie rosse.
- Wallaby: Dal 2018 è stata allestita un'area che ospita esemplari di Wallaby,

### Aree chiuse e abbandonate
- La sala IMAX 3D è stato l'assetto principale del parco. Aperta nel 2004 in collaborazione con TIM, fu chiusa nel 2013 e attualmente al suo interno vengono proiettati alcuni filmati tematici sulla natura.